# Bo Jansson
Bo Jansson, född 1952 i Stockholm, var ordförande för Lärarnas Riksförbund maj 2013 till maj 2016. Jansson har arbetat som adjunkt i historia, samhällskunskap och geografi i Stockholm sedan 1978. 
Han har studerat historia, statskunskap, nationalekonomi, sociologi och geografi vid universiteten i Stockholm och Uppsala, och lärarutbildning vid lärarhögskolan och filmvetenskap vid Stockholms Universitet.
Jansson har suttit i förbundsstyrelsen för Lärarnas Riksförbund år 2000–2016. 
Sedan 2009 är han ledamot av European Trade Union Committee for Education (ETUCE), styrelsen för den europeiska delen av Education International (EI). 
Han är ledamot i styrelsen för Nordiska lärarorganisationers samråd (NLS).
Jansson har under flera år varit domare i tävlingar för att utse de mest innovativa lärarna inom it i undervisningen.
Jansson var redaktör för forskningsantologin "Utbildningsvetenskapens kärna – läraryrkets innersta väsen?”